# Охи Омоиџуанфо
Охи Омоиџуанфо (норв. Ohi Omoijuanfo; рођен 10. јануара 1994) норвешки је фудбалер. Игра на позицији нападача, а тренутно наступа за Брондби.

## Каријера

### Клуб
Професионалну фудбалску каријеру започео је у клубу Лилестром. Дебитовао је 7. новембра 2010. у мечу против Стромсгодсета. У истом мечу, Охи је постигао свој први гол за Лилестром. Почетком 2015. Омоиџуанфо је прешао у Јерв. Дана 6. априла 2015, у мечу против Санес Улфа, дебитовао је у норвешкој Првој лиги. У дуелу против Брунеа 10. маја 2015, постигао је први гол за клуб. Дана 31. маја 2015. у дуелу против Левангера постигао је хет-трик.
Почетком 2016. потписао је уговор за Стабек. Већ 11. марта 2016, у мечу против Алесунда, дебитовао је за нови тим. У дуелу против Бодо-Глимта постигао свој први гол за Стабек. Играо је потом за Молде, а био је најбољи стрелац норвешког првенства у 2021. години.
Омоиџуанфо је од 1. јануара 2022. званично постао играч београдске Црвене звезде.

### Репрезентација
Дебитовао је 13. јуна 2017. године за репрезентацију Норвешке у пријатељској утакмици против репрезентације Шведске (1:1).

## Статистика каријере

### Репрезентативна
Ажурирано 17. новембра 2017.
| Норвешка | Норвешка | Норвешка |
| Година   | Утакмице | Голови   |
| -------- | -------- | -------- |
| 2017.    | 1        | 0        |
| Укупно   | 1        | 0        |